# راي كونيف
راي كونيف (بالإنجليزية: Ray Conniff) (6 نوفمبر 1916 في ماساتشوستس - 12 أكتوبر 2002 في كاليفورنيا) كان ملحن ومنظم وقائد أوركسترا وعازف ترومبون أمريكي.

## حياته
كونيف هو من عائلة موسيقية، بدأ مهنته الموسيقية في الثلاثينات من القرن الماضي كمنظم وعازف ترومبون مع فرق جاز كبرى.

## روابط خارجية
- راي كونيف على موقع IMDb (الإنجليزية)
- راي كونيف على موقع ميوزك برينز (الإنجليزية)
- راي كونيف على موقع أول ميوزيك (الإنجليزية)
- راي كونيف على موقع ديسكوغز (الإنجليزية)
- راي كونيف على موقع قاعدة بيانات الفيلم (الإنجليزية)